# Manonelles
Manonelles és una masia del municipi de Biosca (Solsonès) que forma part de l'Inventari del Patrimoni Arquitectònic de Catalunya.

## Descripció
És un edifici de quatre façanes i quatre plantes. A la façana est, a la part esquerra, hi ha l'entrada principal, amb arc escarser adovellat i porta de fusta de doble batent. A la planta següent hi ha un petit balcó amb barana de ferro, a la seva dreta hi ha una petita finestra. A la planta següent, hi ha una finestra a l'esquerra amb llinda de fusta, a la seva dreta una finestra més petita. Al darrer pis al centre hi ha una finestra. En aquesta façana hi ha un edifici adjunt que cobreix la façana.

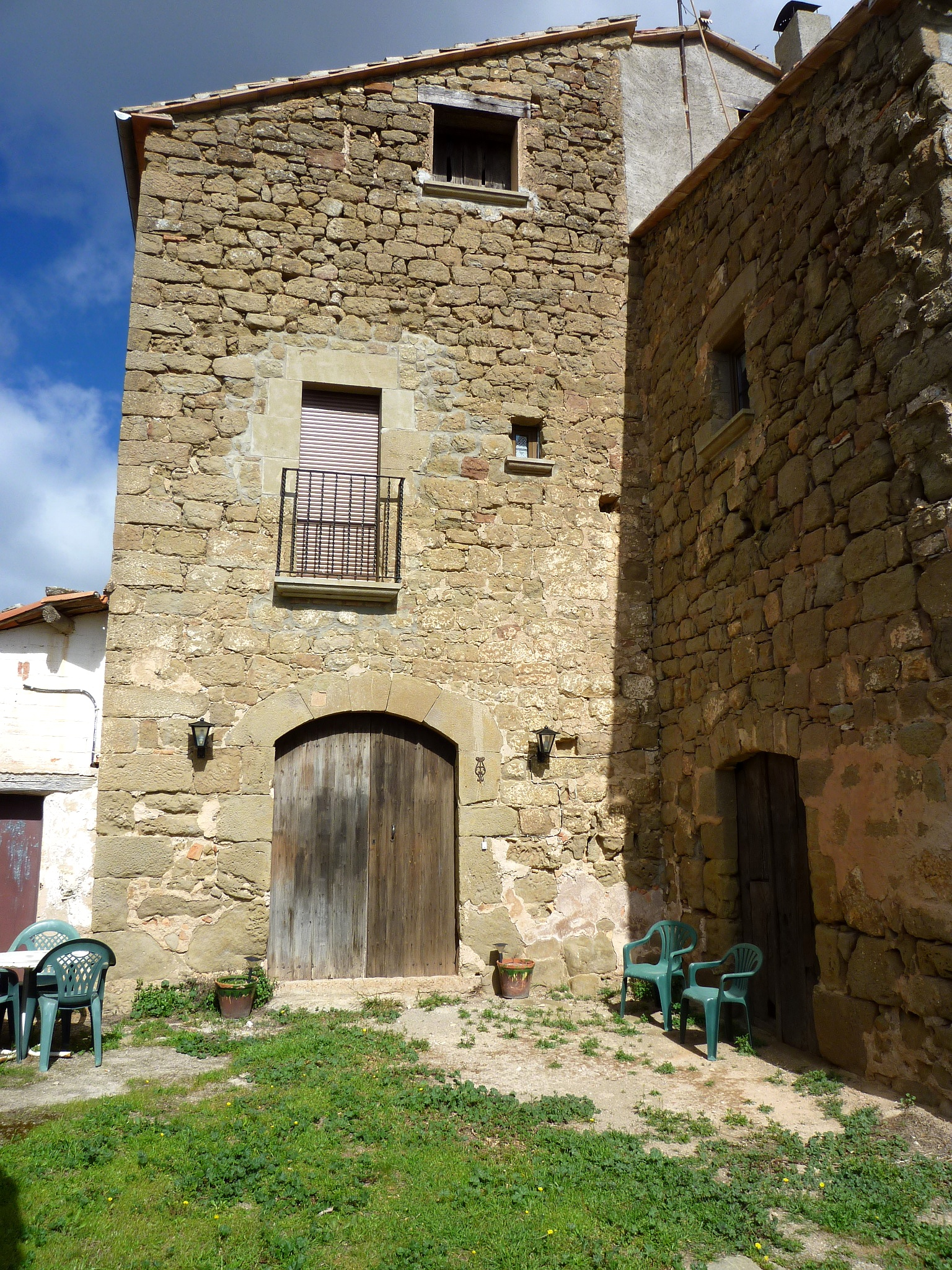
Portal

A la façana nord, hi ha dues finestres amb ampit al segon pis, i una al següent. A l'extrem dret de la façana, hi ha un contrafort. A la façana oest, hi ha dues finestres amb llinda de pedra i ampit, i una de més petita amb llinda de pedra i ampit al darrer. A la façana sud, hi ha una finestra a la segona planta. Té un edifici annex adjunt a la façana. La coberta és de dos vessants (Nord-Sud), acabada amb teules.
Adjunt a la façana principal hi ha un altre edifici, a la seva façana sud, té una entrada a la planta baixa, i una finestreta a la següent. La façana est té una finestra a la segona planta. La façana nord, té una finestra a la segona planta, i una altra amb llinda de pedra i ampit al pis següent. La coberta és d'un vessant (Est), acabada amb teules.
Adjunt amb aquest darrer edifici, n'hi ha un de dimensions més petites, té una entrada a la façana sud, a la resta de façanes no hi ha obertures. La coberta és d'un vessant (Est) i acabada amb teules. Hi ha altres edificis que antigament tenien funció ramadera, i que actualment estant en desús, i a més han estat reconstruïts amb totxo.